# Anen
Anen är en sjö i Kinda kommun och Vimmerby kommun i Småland och ingår i Botorpsströmmens huvudavrinningsområde. Sjön är 17 meter djup, har en yta på 3,51 kvadratkilometer och är belägen 123,1 meter över havet. Sjön avvattnas av vattendraget Vanstadån. Vid provfiske har bland annat abborre, gers, gädda och mört fångats i sjön.

## Delavrinningsområde
Anen ingår i det delavrinningsområde (641090-151384) som SMHI kallar för Utloppet av Anen. Medelhöjden är 148 meter över havet och ytan är 36,42 kvadratkilometer. Det finns inga avrinningsområden uppströms utan avrinningsområdet är högsta punkten. Vanstadån som avvattnar avrinningsområdet har biflödesordning 3, vilket innebär att vattnet flödar genom totalt 3 vattendrag innan det når havet efter 65 kilometer. Avrinningsområdet består mestadels av skog (85 procent). Avrinningsområdet har 4,03 kvadratkilometer vattenytor vilket ger det en sjöprocent på 11,1 procent.

## Fisk
Vid provfiske har följande fisk fångats i sjön:
- Abborre
- Gärs
- Gädda
- Mört
- Siklöja